# Serrat de les Escorces
El Serrat de les Escorces és un serrat del terme municipal de Sant Quirze Safaja, a la comarca del Moianès.
Està situat en el sector més oriental del terme, en terres de Bertí. És a l'est i al sud-est de les restes de la masia de Bernils, a prop i al nord-est de Sant Pere de Bertí i de Cal Magre. És un serrat que discorre paral·lel, pel damunt i a ponent de la cinglera de llevant dels Cingles de Bertí. En el seu punt més elevat (944 msnm) hi ha el vèrtex geodèsic 291110001. El Puigfred, un dels seus esperons més septentrionals, també és un dels punts més elevats (933 msnm). A ponent del seu extrem septentrional hi ha el Pla de Bernils.